# 下城区
下城区（かじょう-く）は中華人民共和国浙江省杭州市に存在した市轄区。

## 行政区画
- 街道：長慶街道、武林街道、天水街道、潮鳴街道、朝暉街道、文暉街道、東新街道、石橋街道